# Palle Torp
Palle Torp er en dansk guitarist, der har været med i bandet Elevatordrengene og på nuværende tidspunkt udgør halvdelen af duoen Sko/Torp sammen med Søren Sko. Palle Torp var i 1977 med i skolebandet Cornflakes på Mårslet Skole.